# راگا (فیلم)
«راگا» (انگلیسی: Raga (film)) فیلمی در ژانر مستند است که در سال ۱۹۷۱ منتشر شد. از بازیگران آن می‌توان به راوی شانکار، جرج هریسون، و یهودی منوهین اشاره کرد.